# Amerikai konyha

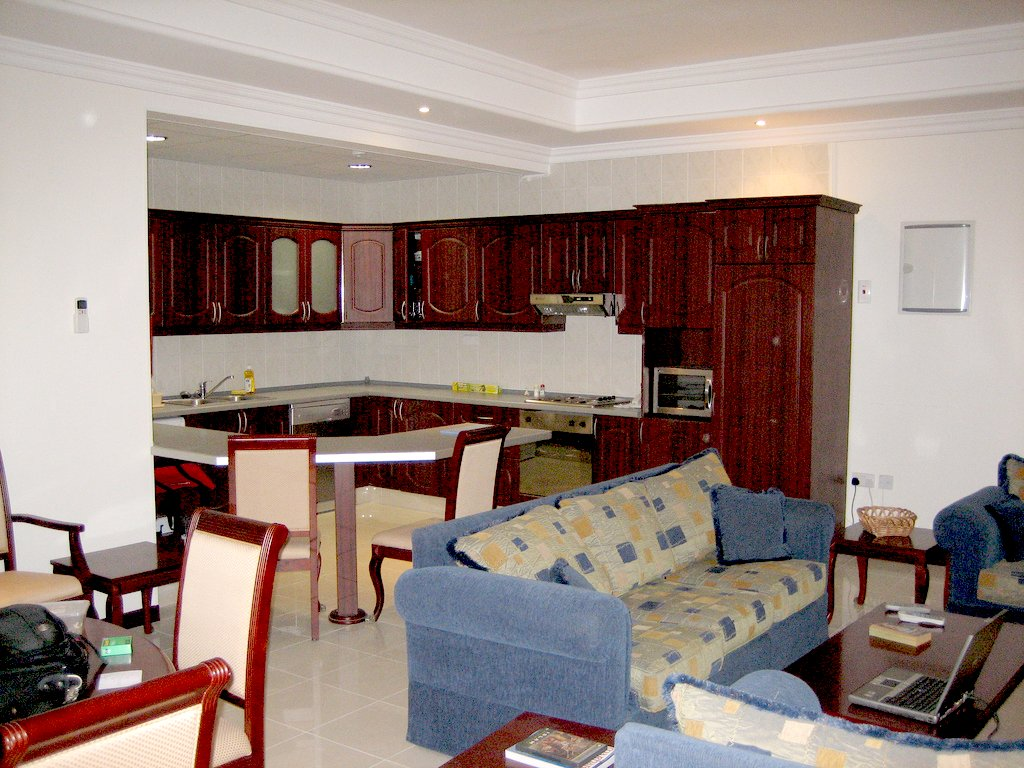
Amerikai konyha

Az amerikai konyha (más néven lakókonyha) – ellentétben a hagyományos konyhákkal – a lakótérrel egybenyíló helyiség. A nappalihoz vagy étkezőhöz rendszerint egy pulttal kapcsolódik. Az amerikai konyha kialakítását a gépesítés, mindenekelőtt az elszívóberendezés elterjedése tette lehetővé és a főzés folyamata is sokat  változott. A félkész és mélyfagyasztott termékek megjelenésével a piszkos munkák, mint a nyersanyagok tisztítása, hámozása, előkészítése lecsökkentek. A főzés is gyakran szociális, kulináris tevékenységként, vagy státuszszimbólumként jelenik meg. Az amerikai konyha kialakítása lehetővé teszi, hogy a konyhában tartózkodó családtag is részese legyen a nappaliban vagy étkezőben történő eseményeknek.
 Az elnevezés arra utal, hogy az Amerikai Egyesült Államokból kiindulva terjedt el világszerte, az utóbbi évtizedekben Magyarországon is gyakran alkalmazzák új építésű lakásoknál.

## Egy gyakori probléma
Előfordulhat, hogy az amerikai konyha elszívóberendezése megfordítja a légáramlásokat a lakásban, és a kapcsolódó légtérben lévő gázkészülék elvezetőcsövéből visszaszívja az égéstermékeket. [forrás?]